# Онофрійчук Олександр
Олександр Онофрійчук — сучасний український співак.

## З творчої біографії
Вчився в музичній школі в Козятині (за класом бандури). Перші вчителі музики – викладач козятинської музичної школи Володимир Ягущин та керівник художньої самодіяльності Надія Титова.  Вокалом займався і в музичній школі і з викладачами в університеті.
У вокальних конкурсах бере участь з 11 років. Відомий як «золотий голос Козятина» та переможець багатьох регіональних, всеукраїнських та міжнародних вокальних конкурсів.
Закінчив Вінницький аграрний університет (магістр екологія), проте не працював за фахом.
Брав участь у програмах вінницького телебачення. Почав кар'єру артиста як виконавець народних українських пісень. 
З 2009 співає у вінницькому гурті Strong Time. Співав у вінницькій групі «Графіті».  Також співає у оркестрі управління МВС у Вінницькій області.
Учасник шоу «Голос країни-2».
На музичному конкурсі «Крим мюзик фесту 2012» виграв головний приз — $ 50 тис. Суперниками О.Онофрійчука зокрема були: Єгор Сесарев, Ілларія, Сергій Савін, Денис Повалій, Еріка, Лои, група «Нереальні», «Час і Скло», Наталія Гордієнко, Дмитро Бікбаєв і «ДиОфильмы»

## Відзнаки
- В 2001-му в Козятині був обраний "Дитиною року".
- Переможець у конкурсі «Музична перлина».
- Має нагороду конкурсу «Молода людина року в галузі культури 2008»
- Має звання «Золотий голос Поділля».
- Переможець конкурсу «Крим мюзик фесту 2012».